# Hranovnica
Hranovnica es un municipio del distrito de Poprad en la región de Prešov, Eslovaquia, con una población estimada a final del año 2024 de 3248 habitantes.
Se encuentra ubicado al oeste de la región, cerca del río Poprad (cuenca hidrográfica del río Vístula) y de la frontera con la región de Žilina.

## Demografía
| Año        | 1994 | 2004     | 2014     | 2024    |
| ---------- | ---- | -------- | -------- | ------- |
| Población  | 2201 | 2570     | 2998     | 3248    |
| Diferencia |      | +16,76 % | +16,65 % | +8,33 % |

| Año        | 2023 | 2024    |
| ---------- | ---- | ------- |
| Población  | 3226 | 3248    |
| Diferencia |      | +0,68 % |